# Diana de Poitiers
Diana de Poitiers, duquesa de Valentinois y de Étampes (Saint-Vallier, Drôme, 3 de septiembre de 1499-Anet, Eure-et-Loir, 22 de abril de 1566), fue una importante figura aristocrática de la Francia del siglo XVI, además de ser la más notable amante del rey Enrique II de Francia.

## Biografía

### Infancia
Diana nació en el castillo de Saint-Vallier, en la ciudad de Saint-Vallier, Drôme, en la región Rhône-Alpes de Francia (aunque algunas biografías sitúan su nacimiento en Étoile-sur-Rhône), hija de Jean de Poitiers, conde de Saint-Vallier y vizconde de Estoile, y de Jeanne de Batarnay. A los seis años quedó huérfana de madre y pasó el resto de su infancia y su preadolescencia como dama del séquito de Ana de Francia, hija de Luis XI, una mujer fuerte que ocupó la regencia de Francia durante la minoría de edad de su hermano.

### Matrimonio y descendencia

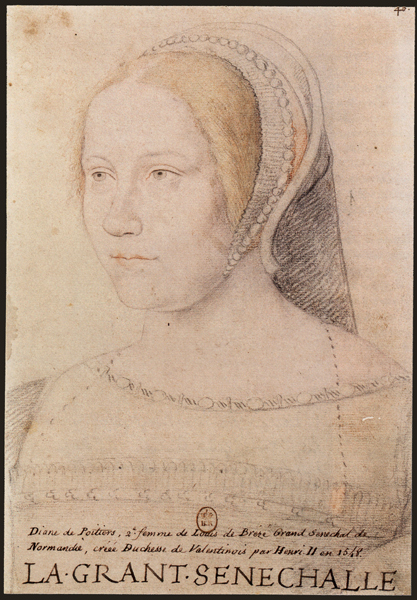
Diana de Poitiers, retratada como La Gran Senescala.

El 16 de abril de 1515, a la edad de 15 años, es casada en París con un hombre 39 años mayor que ella, Luis de Brézé, Gran Senescal de Normandía, conde de Maulévrier, vizconde de Bec-Crespin y de Marny y señor de Anet, hijo de Carlota de Valois, hija ilegítima del Rey Carlos VII de Francia y de su amante Agnès Sorel. Por tanto, nieto del rey Carlos VII sirvió en la corte de rey Francisco I. A pesar de esa gran diferencia de edad, según las crónicas de la época, Diana lo amó y respetó sinceramente, incluso tras su muerte, ocurrida en 1531, cuando Diana adoptó para el resto de su vida el negro de luto como color principal de su vestimenta, añadiendo más adelante el blanco y el gris. Desde ese momento, su gran interés y astucia en asuntos financieros y jurídicos se hicieron más que evidentes: una vez viuda, se dispone a administrar los bienes familiares haciendo crecer su fortuna de una manera considerable, y además, continúa percibiendo los ingresos que los cargos de su marido le proporcionaban, consiguiendo incluso ser reafirmada en el título de Gran Senescala de Normandía.
En 1524, su padre fue acusado de complicidad en la traición del condestable Carlos III de Borbón, yerno de Ana de Francia. Convertido en el principal chivo expiatorio del asunto, se enteró de que Francisco I le había perdonado la vida cuando ya pisaba el patíbulo, gracias a la intervención de su yerno, Luis de Brézé, que había alertado al rey del asunto. Después, el padre de Diana terminará sus días encerrado en la fortaleza de Loches.
Diana fue dama de honor de Claudia de Francia, reina consorte de Francia y duquesa de Bretaña. Después de la muerte de la reina, fue dama de honor de la madre del rey, Luisa de Saboya, duquesa de Angulema y de Anjou y por último, también de Leonor de Austria, reina consorte de Francia.
De su matrimonio con Luis nacieron dos hijas:
- Francisca de Brézé (1518-1574), condesa de Maulévrier, baronesa de Mauny y de Sérignan. Casada con Roberto IV de La Marck, duque de Bouillon y conde de Braine.
- Luisa de Brézé (1521-1577), dama de Anet, casada con Claudio de Lorena, duque de Aumale y marqués de Mayenne.

### Su vida como cortesana

Emblema personal de Diana, formado por tres crescentes entrelazados.

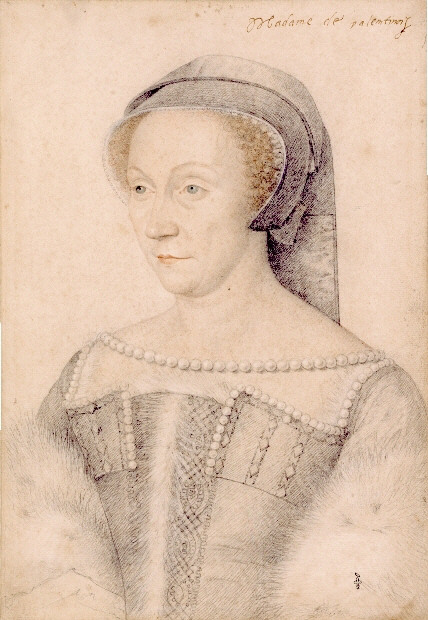
Diana, retratada por François Clouet

Hacia 1538 se convirtió en amante de Enrique II cuando este era el Delfín de Francia, ya casado con la princesa Catalina de Médicis. Se dice que ejerció gran influencia sobre él, hasta el punto de ser considerada la verdadera soberana. Su etapa como cortesana le valió en 1548 el ducado de Valentinois, además del ducado de Étampes, en 1553, que le arrebató a su enemiga, Ana de Pisseleu. Recibió también preciosos regalos en forma de castillos, como el castillo de Chenonceau, o magníficas joyas de la Corona. La enemistad y el odio entre Catalina y Diana fueron creciendo hasta que la muerte del soberano puso punto final. Crio a la hija de Enrique II, Diana de Francia, hija que había tenido con su amante Filippa Duci, lo que causó que algunos dijeran que era hija suya y del rey (que es la opinión de Brantome).

### Últimos años y fallecimiento

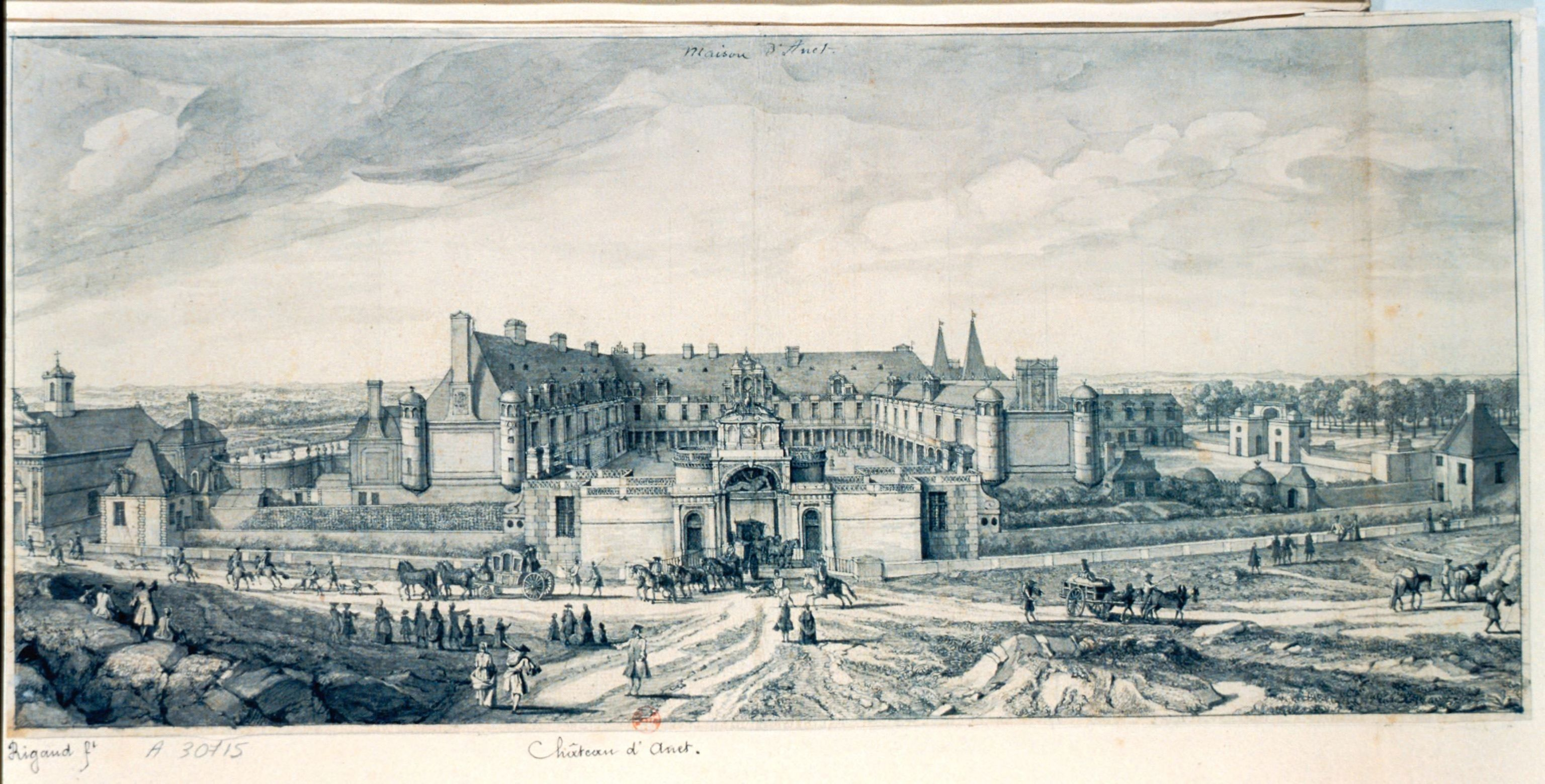
Castillo de Anet, residencia de Diana de Poitiers.

Cuando Enrique fue herido de muerte en 1559, Catalina prohibió terminantemente a Diana visitarle durante sus últimas horas. Además, tras la muerte de Enrique, subió al trono Francisco II y Diana no tuvo más remedio que abandonar la corte, retirándose a su castillo de Chaumont-sur-Loire. Le fue prohibido hasta asistir a los funerales y fue expulsada inmediatamente de Chenonceau y obligada a devolver todas las joyas de la corona que el rey le había obsequiado.
Derrotada por la reina Catalina, Diana se retiró en sus últimos años a su castillo de Anet, donde murió un par de años más tarde, el 22 de abril de 1566, a los 67 años de edad. Su hija mayor hizo erigir una estatua conmemorativa en su honor en la iglesia de la villa, que después fue trasladada en 1576 a la capilla del castillo, lugar donde Diana recibió sepultura.
En 1795, durante la Revolución francesa, su tumba fue profanada y sus restos mortales, junto con los de dos de sus nietas, fueron arrojados a una fosa común, cerca de la iglesia. Los miembros del Comité Revolucionario se quedaron con su cabellera, como trofeo, que terminó perdiéndose en la Historia. Además, su sarcófago fue desmantelado y el plomo de su base fue utilizado para hacer balas. Más recientemente, de 1959 a 1967, se restauró por completo la capilla del castillo de Anet, gracias a la iniciativa de la familia Yturbe, propietaria del mismo. En 2009, los restos mortales de la duquesa de Valentinois fueron rescatados de la fosa común y colocados en un nuevo sarcófago en su lugar original.
Cabe mencionar que durante el año 2008, un equipo de científicos estudiaron los restos mortales de la duquesa de Valentinois y descubrieron que tenían inexplicablemente una concentración de oro muy alta. En dichos estudios se baraja el hecho de que Diana, obsesionada por el deseo de la eterna juventud y el brillo de una belleza sobrenatural que le caracterizó toda su vida, habría tomado cada día el elixir de la vida, una solución líquida de oro potable que le habría dado una tez muy pálida y un halo místico. Según estos informes, resulta entonces muy posible que Diana terminase falleciendo de anemia debido a una intoxicación grave de oro líquido.

## Cultura

### Cine
- Lana Turner, en Diana de Poitiers (1956), de David Miller; un filme típicamente hollywoodiense con Roger Moore en el rol de Enrique II.
- Annie Ducaux, en La Princesa de Clèves (1961) de Jean Delannoy.
- Diana Quick, en Nostradamus (1994) de Roger Christian, con Tcheky Karyo como protagonista principal.

### Televisión
- Anna Walton, en Reign (2013), de Laurie McCarthy.
- Ludivine Sagnier, en The Serpent Queen (2022), de Justin Haythe. La serie se estrenó en Estados Unidos en la plataforma Starz.
- Isabelle Adjani, en Diane de Poitiers (2022) de Diedier Decoin.

### Música
- Diane de Poitiers título de una canción de Thomas Fersen.[4] Lejos de hablar de la duquesa, la canción compara con humor el aspecto de una mujer joven libertina de Diana de Poitiers.

### Botánica
La rosa Diana de Poitiers (obtentor Vibert)